# Aage Konggaard
Aage Konggaard (16. februar 1892 i Assentoft, Essenbæk Sogn - ?) var en dansk mekaniker/montør og atlet medlem af AIK 95.
Konggaard vandt det danske mesterskab i stangspring 1913. Han var formand for AIK 95 1921/1922.
Konggaard var søn af gårdejer Niels Rasmussen Konggaard og hustru Karen Johanne Nielsen.

## Danske mesterskaber
- Sølv 1914 Stangspring 3,10
- Guld 1913 Stangspring 3,10